# Commonwealth Games 1994/Teilnehmer (Namibia)
| Gelbes Symbol für Goldmedaillen mit stilisierten Olympischen Ringen | Graues Symbol für Silbermedaillen mit stilisierten Olympischen Ringen | Braundes Symbol für Bronzemedaillen mit stilisierten Olympischen Ringen |
| ------------------------------------------------------------------- | --------------------------------------------------------------------- | ----------------------------------------------------------------------- |
| 1                                                                   | —                                                                     | 1                                                                       |

Bei den Commonwealth Games 1994 nahm Namibia mit 55 Athleten, darunter 14 Frauen und 41 Männer, teil. Es war die erste Teilnahme an den Commonwealth Games seit der staatlichen Unabhängigkeit 1990. Die einzigen beiden Medaillen, Gold und Bronze, gewann Leichtathlet Frank Fredericks.

## Medaillen

### Medaillenspiegel
| Rang   | Sportart       | Gold | Silber | Bronze | Gesamt |
| ------ | -------------- | ---- | ------ | ------ | ------ |
| 1      | Leichtathletik | 1    | –      | 1      | 2      |
| Gesamt | Gesamt         | 1    | –      | 1      | 2      |

### Medaillengewinner
| Name/n           | Sportart       | Wettkampf |
| ---------------- | -------------- | --------- |
| Gold             |                |           |
| Frank Fredericks | Leichtathletik | 200 m     |
| Bronze           |                |           |
| Frank Fredericks | Leichtathletik | 100 m     |

## Teilnehmer nach Sportarten

### Badminton
| Athleten                       | Wettbewerb | Vorrunde | Vorrunde | Halbfinale | Halbfinale | Finale   | Finale | Rang |
| Athleten                       | Wettbewerb | Ergebnis | Rang     | Ergebnis   | Rang       | Ergebnis | Rang   | Rang |
| ------------------------------ | ---------- | -------- | -------- | ---------- | ---------- | -------- | ------ | ---- |
| Frauen                         |            |          |          |            |            |          |        |      |
| Bianca Kustner                 | Einzel     |          |          |            |            |          |        |      |
| Gudrun Murray                  | Einzel     |          |          |            |            |          |        |      |
| Ella Scholtz                   | Einzel     |          |          |            |            |          |        |      |
| Heidi Spinas                   | Einzel     |          |          |            |            |          |        |      |
| Bianca Kustner Heidi Spinas    | Doppel     |          |          |            |            |          |        |      |
| Gudrun Murray Ella Scholtz     | Doppel     |          |          |            |            |          |        |      |
| Männer                         |            |          |          |            |            |          |        |      |
| Lennerd Benade                 | Einzel     |          |          |            |            |          |        |      |
| Leon Koch                      | Einzel     |          |          |            |            |          |        |      |
| Tyrone Kloppers                | Einzel     |          |          |            |            |          |        |      |
| Edward Ward                    | Einzel     |          |          |            |            |          |        |      |
| Lennerd Benade Tyrone Kloppers | Doppel     |          |          |            |            |          |        |      |
| Edward Ward Leon Koch          | Doppel     |          |          |            |            |          |        |      |
| Mixed                          |            |          |          |            |            |          |        |      |
| Leon Koch Bianca Kustner       | Mixed      |          |          |            |            |          |        |      |
| Tyrone Kloppers Ella Scholtz   | Mixed      |          |          |            |            |          |        |      |
| Heidi Spinas Edward Ward       | Mixed      |          |          |            |            |          |        |      |
| Lennard Benade Gudrun Murray   | Mixed      |          |          |            |            |          |        |      |

### Bowls
| Athleten                                              | Wettbewerb | Qualifikation   | Qualifikation | Viertelfinale   | Viertelfinale | Halbfinale      | Halbfinale | Finale          | Finale |
| Athleten                                              | Wettbewerb | Gegner Ergebnis | Rang          | Gegner Ergebnis | Rang          | Gegner Ergebnis | Rang       | Gegner Ergebnis | Rang   |
| ----------------------------------------------------- | ---------- | --------------- | ------------- | --------------- | ------------- | --------------- | ---------- | --------------- | ------ |
| Frauen                                                |            |                 |               |                 |               |                 |            |                 |        |
| Anne Ainsworth Robyn Crawford Jean Joubert Lynne King | 4er Team   |                 |               |                 |               |                 |            |                 | 8      |
| Männer                                                |            |                 |               |                 |               |                 |            |                 |        |
| Ian Crawford                                          | Einzel     |                 |               |                 |               |                 |            |                 | 17     |
| Douw Calitz Hans Calitz John Shelley Shane Westerdale | 4er Team   |                 |               |                 |               |                 |            |                 | 10     |

### Boxen
| Athleten        | Wettbewerb  | Vorrunde 1 | Vorrunde 1 | Vorrunde 2 | Vorrunde 2 | Viertelfinale | Viertelfinale | Halbfinale | Halbfinale | Finale | Finale   |
| Athleten        | Wettbewerb  | Gegner     | Ergebnis   | Gegner     | Ergebnis   | Gegner        | Ergebnis      | Gegner     | Ergebnis   | Gegner | Ergebnis |
| --------------- | ----------- | ---------- | ---------- | ---------- | ---------- | ------------- | ------------- | ---------- | ---------- | ------ | -------- |
| Männer          |             |            |            |            |            |               |               |            |            |        |          |
| Joseph Bernhard | bis 48 kg   |            |            |            |            |               |               |            |            |        |          |
| Issy Kamukuju   | bis 63,5 kg |            |            |            |            |               |               |            |            |        |          |
| Albertus Katiti | bis 57 kg   |            |            |            |            |               |               |            |            |        |          |
| Sackey Shivute  | bis 75 kg   |            |            |            |            |               |               |            |            |        |          |

### Leichtathletik
Laufen und Gehen
| Athleten           | Wettbewerb   | Runde 1 | Runde 1 | Halbfinale | Halbfinale | Finale | Finale | Rang |
| Athleten           | Wettbewerb   | Zeit    | Rang    | Zeit       | Rang       | Zeit   | Rang   | Rang |
| ------------------ | ------------ | ------- | ------- | ---------- | ---------- | ------ | ------ | ---- |
| Frauen             |              |         |         |            |            |        |        |      |
| Judith Boshoff     | 100 m        |         |         |            |            |        |        |      |
| Judith Boshoff     | 200 m        |         |         |            |            |        |        |      |
| Männer             |              |         |         |            |            |        |        |      |
| Fritz Awoseb       | Marathonlauf | –       | –       | –          | –          |        |        |      |
| Ralph Blaauw       | 400 m        |         |         |            |            |        |        |      |
| Frank Fredericks   | 100 m        |         |         |            |            |        |        | 3    |
| Frank Fredericks   | 200 m        |         |         |            |            |        |        | 1    |
| Rüdiger Gentz      | 100 m        |         |         |            |            |        |        |      |
| Vincent van Rooyen | 200 m        |         |         |            |            |        |        |      |
| Smartex Tambala    | 10.000 m     |         |         |            |            |        |        |      |
| Smartex Tambala    | Marathonlauf |         |         |            |            |        |        |      |

Springen und Werfen 
| Athleten          | Wettbewerb | Qualifikation | Qualifikation | Finale | Finale | Rang |
| Athleten          | Wettbewerb | Weite         | Rang          | Weite  | Rang   | Rang |
| ----------------- | ---------- | ------------- | ------------- | ------ | ------ | ---- |
| Männer            |            |               |               |        |        |      |
| Gerrit van Rooyen | Hochsprung |               |               |        |        |      |
| Frauen            |            |               |               |        |        |      |
| Theodora Venter   | Hochsprung |               |               |        |        |      |

### Radsport (Straße)
| Athleten                                                        | Wettbewerb        | Zeit         | Rang |
| --------------------------------------------------------------- | ----------------- | ------------ | ---- |
| Männer                                                          |                   |              |      |
| Mannie Heymans                                                  | Straßenrennen     |              |      |
| Henry Page                                                      | Straßenrennen     |              |      |
| Martin du Plessis                                               | Straßenrennen     |              |      |
| Michael Swanepoel                                               | Straßenrennen     |              |      |
| Mannie Heymans Martin du Plessis Heiko Seiler Michael Swanepoel | Zeitfahren – Team | 2:13:31,92 h | 9    |

### Ringen
| Athleten         | Wettbewerb | Achtelfinale | Achtelfinale | Viertelfinale | Viertelfinale | Halbfinale | Halbfinale | Hoffnungsrunde Halbfinale | Hoffnungsrunde Halbfinale | Hoffnungsrunde Finale | Hoffnungsrunde Finale | Finale | Finale   | Rang |
| Athleten         | Wettbewerb | Gegner       | Ergebnis     | Gegner        | Ergebnis      | Gegner     | Ergebnis   | Gegner                    | Ergebnis                  | Gegner                | Ergebnis              | Gegner | Ergebnis | Rang |
| ---------------- | ---------- | ------------ | ------------ | ------------- | ------------- | ---------- | ---------- | ------------------------- | ------------------------- | --------------------- | --------------------- | ------ | -------- | ---- |
| Männer           |            |              |              |               |               |            |            |                           |                           |                       |                       |        |          |      |
| Philip Bean      | bis 68 kg  |              |              |               |               |            |            |                           |                           |                       |                       |        |          |      |
| Jacobus de Jager | bis 62 kg  |              |              |               |               |            |            |                           |                           |                       |                       |        |          |      |
| Siegfrid Kostens | bis 74 kg  |              |              |               |               |            |            |                           |                           |                       |                       |        |          |      |
| Hermanus Louw    | bis 48 kg  |              |              |               |               |            |            |                           |                           |                       |                       |        |          |      |
| Vickus Swanepoel | bis 57 kg  |              |              |               |               |            |            |                           |                           |                       |                       |        |          |      |

### Schießen
| Athleten                             | Wettbewerb             | Qualifikation   | Qualifikation | Finale          | Finale | Rang |
| Athleten                             | Wettbewerb             | Ringe/ Scheiben | Rang          | Ringe/ Scheiben | Rang   | Rang |
| ------------------------------------ | ---------------------- | --------------- | ------------- | --------------- | ------ | ---- |
| Männer                               |                        |                 |               |                 |        |      |
| Haimo Basler                         | Trap                   |                 |               |                 |        |      |
| Jan Labuschagne                      | Gewehr                 |                 |               |                 |        |      |
| Werner Leuschner                     | Trap                   |                 |               |                 |        |      |
| Leon Malherbe                        | Trap                   |                 |               |                 |        |      |
| Leon Malherbe                        | 10 m Pistole           |                 |               |                 |        |      |
| Leon Malherbe                        | 50 m Pistole           |                 |               |                 |        |      |
| Leon Malherbe                        | Pistole – Zentralfeuer |                 |               |                 |        |      |
| Schalk van der Merwe                 | Gewehr                 |                 |               |                 |        |      |
| Friedhelm Sack                       | 10 m Pistole           |                 |               |                 |        |      |
| Friedhelm Sack                       | 50 m Pistole           |                 |               |                 |        |      |
| Friedhelm Sack                       | Pistole – Zentralfeuer |                 |               |                 |        |      |
| Kurt Sauber                          | Trap                   |                 |               |                 |        |      |
| Haimo Basler Kurt Sauber             | Trap                   |                 |               | 144             | 17     | 17   |
| Jan Labuschagne Schalk van der Merwe | Gewehr                 |                 |               | 565             | 15     | 15   |
| Leon Malherbe Friedhelm Sack         | 10 m Pistole           |                 |               | 1124            | 8      | 8    |
| Leon Malherbe Friedhelm Sack         | 10 m Pistole           |                 |               | 1041            | 9      | 9    |
| Leon Malherbe Friedhelm Sack         | Pistole – Zentralfeuer |                 |               | 1033            | 11     | 11   |

### Schwimmen
| Athleten                | Wettbewerb          | Qualifikation | Qualifikation | Halbfinale | Halbfinale | Finale  | Finale |
| Athleten                | Wettbewerb          | Zeit          | Rang          | Zeit       | Rang       | Zeit    | Rang   |
| ----------------------- | ------------------- | ------------- | ------------- | ---------- | ---------- | ------- | ------ |
| Frauen                  |                     |               |               |            |            |         |        |
| Julia Beck              | 100 m Brust         | 1:21,90 min   |               |            |            |         |        |
| Julia Beck              | 200 m Brust         | 2:54,21 min   |               |            |            |         |        |
| Julia Beck              | 50 m Freistil       | 29,28 s       |               |            |            |         |        |
| Julia Beck              | 400 m Freistil      | 4:50,07 min   |               |            |            |         |        |
| Monica Dahl             | 100 m Schmetterling | 1:06,33 min   |               |            |            |         |        |
| Monica Dahl             | 50 m Freistil       |               |               |            |            | 27,09 s | 8      |
| Monica Dahl             | 100 m Freistil      | 58,60 s       |               |            |            |         |        |
| Anita Kruger            | 50 m Freistil       | 29,37 s       |               |            |            |         |        |
| Anita Kruger            | 100 m Freistil      | 1:02,47 min   |               |            |            |         |        |
| Anita Kruger            | 200 m Freistil      | 2:12,78 min   |               |            |            |         |        |
| Anita Kruger            | 400 m Freistil      | 4:36,70 min   |               |            |            |         |        |
| Anita Kruger            | 800 m Freistil      | 9:34,35 min   |               |            |            |         |        |
| Ilona Schütte           | 200 m Freistil      | 2:13,85 min   |               |            |            |         |        |
| Ilona Schütte           | 400 m Freistil      | 4:42,37 min   |               |            |            |         |        |
| Ilona Schütte           | 200 m Lagen         | 2:33,37 min   |               |            |            |         |        |
| Ilona Schütte           | 400 m Lagen         | 5:30,28 min   |               |            |            |         |        |
| Männer                  |                     |               |               |            |            |         |        |
| Joachim von Alvensleben | 50 m Freistil       | 24,90 s       |               |            |            |         |        |
| Joachim von Alvensleben | 100 m Freistil      | 55,49 s       |               |            |            |         |        |
| Joachim von Alvensleben | 200 m Freistil      | 2:01,69 min   |               |            |            |         |        |
| Jurgens Badenhorst      | 100 m Brust         | 1:11,23 min   |               |            |            |         |        |
| Jurgens Badenhorst      | 200 m Brust         | 2:38,81 min   |               |            |            |         |        |
| Jurgens Badenhorst      | 200 m Lagen         | 2:22,64 min   |               |            |            |         |        |
| Jurgens Badenhorst      | 400 m Lagen         | 4:55,81 min   |               |            |            |         |        |
| Heiko Horn              | 50 m Freistil       | 25,74 s       |               |            |            |         |        |
| Heiko Horn              | 100 m Freistil      | 55,38 s       |               |            |            |         |        |
| Heiko Horn              | 200 m Freistil      | 2:00,34 min   |               |            |            |         |        |
| Heiko Horn              | 400 m Freistil      | 4:20,39 min   |               |            |            |         |        |
| Werner Wagner           | 50 m Freistil       | 26,16 s       |               |            |            |         |        |
| Werner Wagner           | 100 m Brust         | 1:11,03 min   |               |            |            |         |        |